# 兵事主任
兵事主任（へいじしゅにん）は第二次世界大戦中に市町村が置いた役職の一つで、兵役に関する事務を負った。徴兵の義務によって20歳以上（1944年以降は19歳以上）の男子に徴兵通知を出すことなどを行った、また在郷軍人を再び徴兵（召集）する業務も行った。兵役を終えて帰郷した下士官クラスの在郷軍人が任命されることが多かった。
沖縄県では兵事主任は沖縄県兵事課、沖縄県連隊司令部と密接な連絡を取り、市町村から那覇までの兵役者の付き添いや徴兵業務、召集業務をしたが、これらに加え「陸軍防衛召集規則」により兵役に向かない障害のある者も含めて17歳から45歳（実際にはより低年齢から60歳）の者を防衛隊として召集した。召集事務は実際には現地部隊と兵事主任との間で調整したので、兵事主任の責任は重かったし、戦後糾弾されることもあった。